# En husmor
En husmor er en dansk dokumentarfilm fra 1971, der er instrueret af Vibeke Herbert efter manuskript af hende selv, Astrid Pade og Anne Sprogø.

## Handling
En dag i en husmors liv. Det er svært at leve op til reklameverdenens krav om den perfekte husmor. Drøm og virkelighed står skarpt adskilt. Heltinden beslutter at gøre noget. Hendes oprør er ensomt og vagt, men måske kan det føre mere med sig.